# Denis van Alsloot

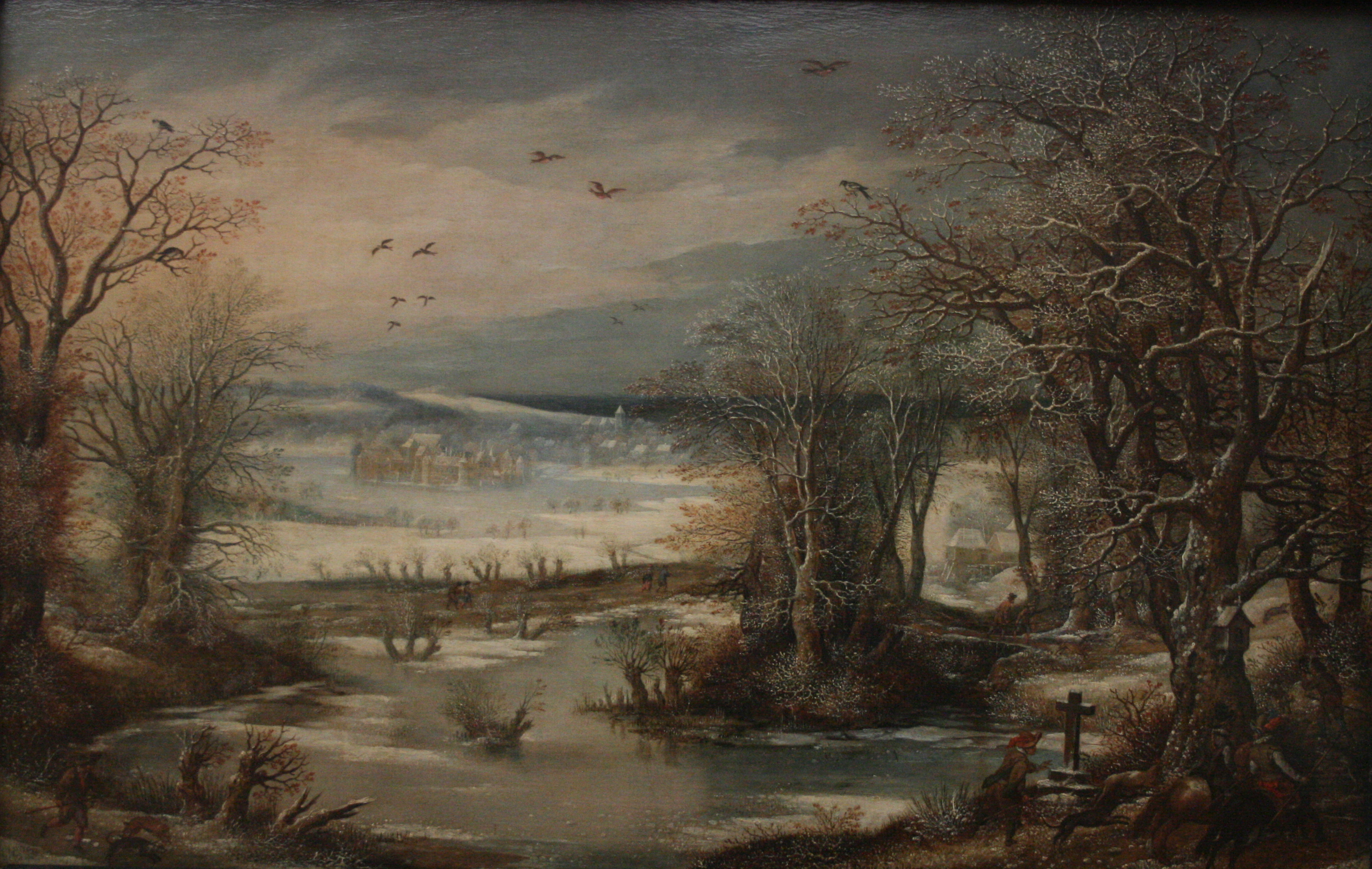
Denis van Alsloot, Zimowy pejzaż z zamkiem w Tervuren, 1614

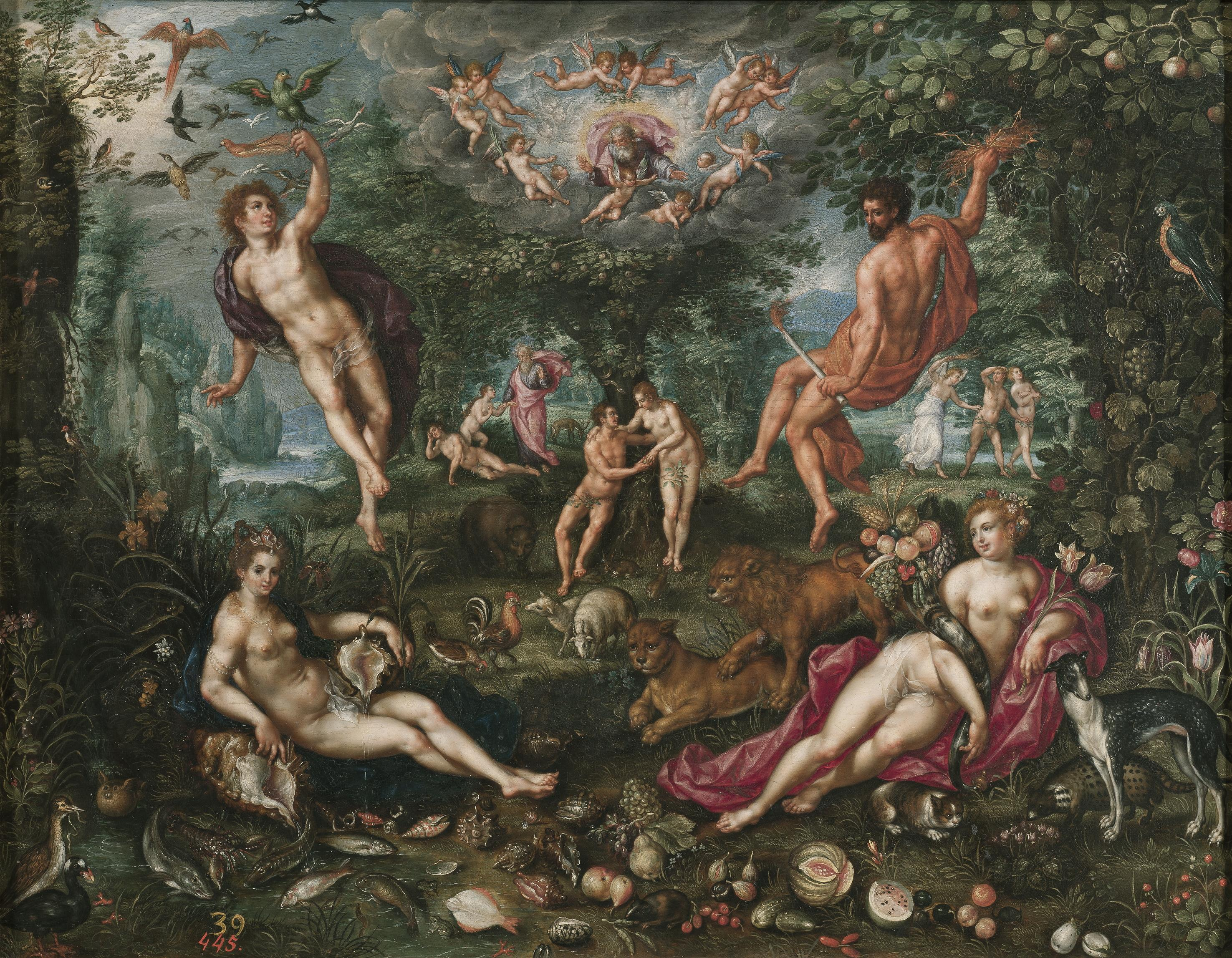
Denis van Alsloot i Hendrick de Clerck, Raj, ok. 1620

Denis van Alsloot (ur. ok. 1570 w Mechelen, zm. ok. 1626 w Brukseli) – flamandzki malarz barokowy.

## Życiorys
Młodość artysty jest praktycznie nieznana, pierwsze wzmianki o nim pochodzą dopiero z 1593. W 1599 został członkiem gildii św. Łukasza
w Brukseli. Prawdopodobnie w tym samym roku został malarzem nadwornym Albrechta VII. i Izabeli Habsburg.
Alsloot malował początkowo pod wpływem Gillisa van Coninxloo, później stopniowo wypracował własny styl inspirowany manieryzmem. Był autorem rozległych pejzaży, poruszał tematykę mitologiczną i religijną, projektował również tapiserie współpracując z Hendrickiem de Clerck. Uważany jest za prekursora współczesnego malarstwa krajobrazowego, miał wpływ na rozwój produkcji gobelinów w Brukseli.